# Càndid (arrià)
Càndid (en llatí Candidus) va ser un romà defensor de l'arrianisme que va florir a la meitat del segle iv.
Va ser autor d'un tractat titulat De Generatione Divina dirigit al seu amic Gai Mari Victorí, teòleg cristià, que en resposta va escriure per refutar-lo De Generatione Verbi Divini sive Confutatorium Candidi Ariani ad eundem.